# Трумс-ог-Фіннмарк
Трумс-ог-Фіннмарк (норв. Troms og Finnmark) — колишній норвезький район (фюльке). Був розташований у південно-західній частині регіону Нур-Норге. Адміністративний центр — місто Тромсе.

## Історія
У 2017 році уряд вирішив скасувати деякі фюльке та об'єднати їх з іншими, щоб утворити більші, зменшивши кількість фюльке з 19 до 11, що було реалізовано 1 січня 2020 року. Трумс і Фіннмарк було об'єднано у Трумс-ог-Фіннмарк.
Проте з 1 січня 2024 року після рішення Стортингу від 14 червня 2022 року стало 15 округів. Зокрема, три з нещодавно об'єднаних округів (Вестфолл-ог-Телемарк, Вікен і Тромс-ог-Фіннмарк) розпалися та замінені своїми раніше об'єднаними округами.